# 王鹤峰
王鹤峰（1911年—1999年10月5日），原名王全白，曾用名王子知、王德光。河南濮阳县人。中华人民共和国政治人物、军事将领。

## 生平

### 早年生涯
1928年，考入濮阳县立中学，后被开除。1929年，王鹤峰转学到开封私立嵩阳中学，并与符中真、曹子琛、刘聚奎、朱永生、郭万善等人为友，学习共产主义。1930年，考入河南省立第一高中，因参与学生运动被开除。1931年1月，求学于菏泽六中，后通过曹子琛（曹志真），与济南北苑师范和正谊中学袁复荣、倪玉鹤、冉昭肃、徐远北相识，参加学生运动。不久他因刘聚奎联系，抵达北平，并加入中国共产主义青年团。
不久，中共组织决定派他和刘聚奎进入国民革命军，之前进入短训。后因省军委书记廖化平被捕变节，王鹤峰和刘聚奎等相继被捕，被送进北平军人反省分院，狱中转为共产党员。1936年9月前后，经中共地下党营救出狱。

### 抗日战争期间
1936年冬，中共北方局分配至山西省工作，参加薄一波领导的山西省公开工作委员会，供职于山西民众干部训练团和军政训练班，担任指导员。1937年8月1日，担任山西新军（即山西青年抗敌决死队）第一总队大队指导员，第一纵队第三总队政治主任。
1939年十二月事变后，山西新军改编为八路军。王鹤峰被任命为八路军129师决死一纵队政治部主任，随后组织参加百团大战。1940年冬，推选为中共第七次全国代表大会代表，1941年抵达延安，进入中央党校参加整风运动。1944年初，他从延安返回前线，代理太岳军区政委兼区党委副书记。

### 第二次国共内战
1945年后，他任晋冀鲁豫军区野战军第四纵队政委。1946年，又奉调回太岳区党委任书记兼军区政委。1948年秋，任中共中央华北局党校教务处主任。同年冬，调北平市委委员、组织部副部长。1949年2月，担任中央军委直属的铁道兵团政治部主任。1949年3、4月，任铁道部政治部主任。

### 共和国成立后
1951年，任中共哈尔滨市委副书记。1955年2月，历任黑龙江省委副书记、书记处书记，在省市委都分管工业。1962年中共八届十中全会上，他当选为中央监察委员会候补委员，1963年后任中共中央东北局监察组副组长、组长、东北局委员。1978年12月，在中共第十一届三中全会上，当选为中共中央纪律检查委员会常委。1982年在中共第十二次代表大会上当选为中纪委委员。1985年离休。1999年10月，因病在北京去世。